# Gawdawpalin-Tempel

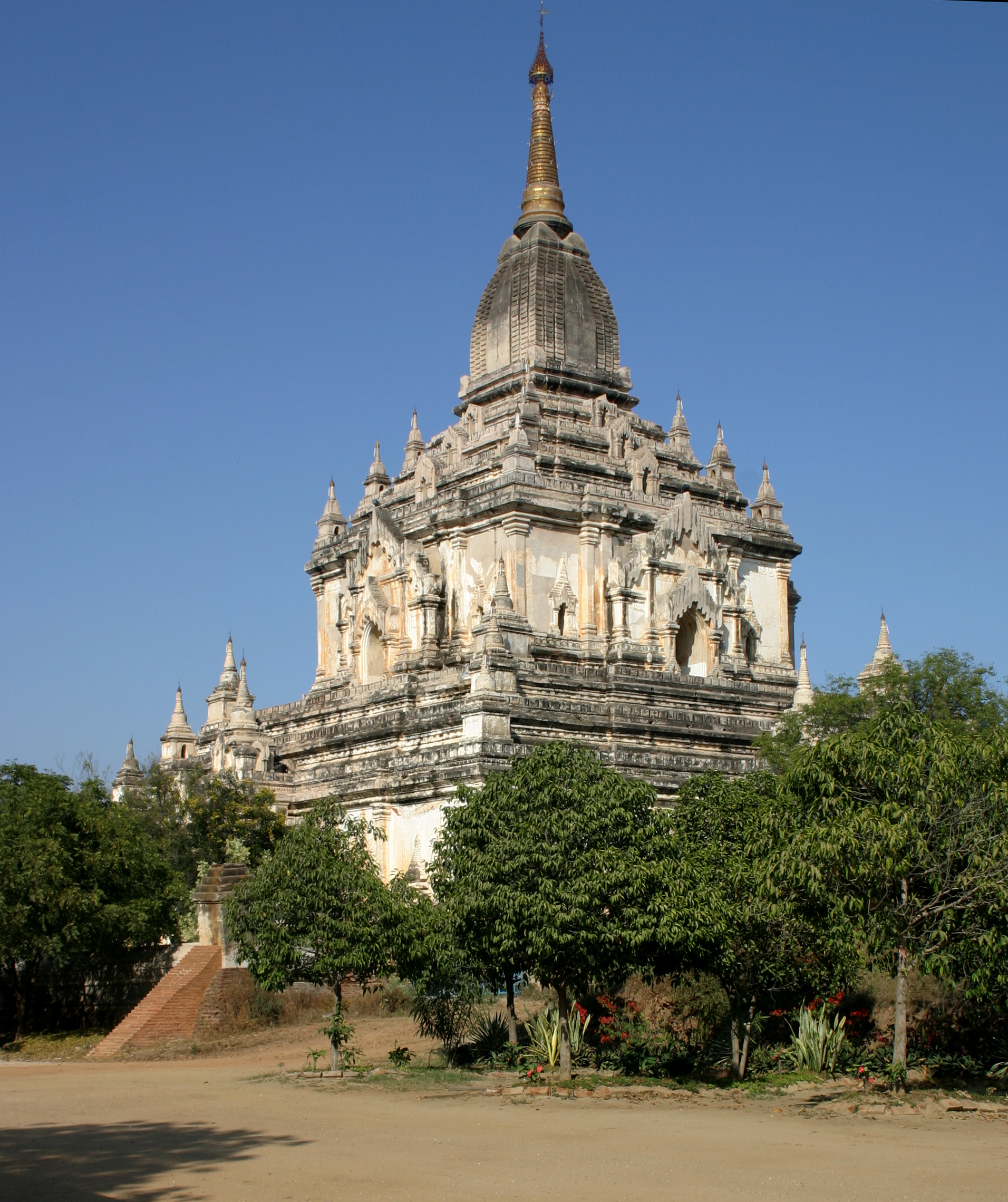

Der Gawdawpalin-Tempel (burmesisch ကောတော့ပလ္လင်ဘုရား, sprich: ɡɔ́dɔ̰pəlɪ̀ɴ pʰəjá) ist ein buddhistischer Tempel in Bagan, Myanmar.

## Geschichte
Der Tempel wurde in der Regierungszeit des König Narapatisithu (1174–1211) begonnen und unter König Htilominlo 1227 vollendet.

## Beschreibung
Der Gawdawpalin-Tempel gehört wie Sulamani, Htilominlo und Thatbinnyu zu der Gruppe der zweistöckigen Monumentalbauten. Er wurde beim Erdbeben 1975 stark zerstört, ist aber inzwischen wieder aufgebaut.

Der Tempel ist 60 m hoch und damit eines der höchsten Gebäude in Bagan. Der Baukörper besteht aus zwei übereinander gesetzten Quadern, auf denen jeweils drei zurücktretende Terrassen sitzen, deren Eckpunkte mit kleinen Stupas verziert sind. Den oberen Abschluss bildet ein Shikhara. Im Osten ist beiden Quadern eine Eingangshalle vorgesetzt. 